# 费新我
费新我（1903年12月21日—1992年5月），学名斯恩，初字省吾，号立斋，男，浙江湖州人，中国书画家，以用左腕运笔著称。

## 延伸阅读
- 陈三龙. 书法与体育--回忆书法家费新我先生[J]. 体育文化导刊, 2003(6):71-71.
- 张忠贤. 费而求新 左笔大家——费新我先生书法杂谈[J]. 企业观察家, 2014(8):118-118.
- 黄辉, 马青云. 费新我艺术的江南文化气质[J]. 书画艺术, 2015(1):64-68.
- 常春. 费新我书法思想管窥[J]. 中华书画家, 2016(5):55-71.
- 叶鹏飞. 论费新我书法的书史意义[J]. 中国书画, 2016(3):83-85.
- 靳慧慧. 新我左笔、不断新我——谈费新我书法[J]. 书法, 2016(4):66-71.
- 费昌沛. 天助自助者——回忆父亲费新我[J]. 中国书画, 2016(3):91-91.
- 黄辉, 金惠方. 费新我年表[J]. 中国书画, 2016(3):92-97.
- 李路平. 费新我的意义[J]. 中国书法, 2016(23):44-45.